# Rio Jacuìzinho
Rio Jacuìzinho är ett vattendrag i Brasilien.   Det ligger i delstaten Rio Grande do Sul, i den södra delen av landet, 1 600 km söder om huvudstaden Brasília.
I omgivningarna runt Rio Jacuìzinho växer i huvudsak städsegrön lövskog. Runt Rio Jacuìzinho är det ganska glesbefolkat, med 43 invånare per kvadratkilometer.